# Mitsuru
Mitsuru  è un nome proprio di persona giapponese maschile e femminile.

## Varianti
- Femminili: Mizuru

## Origine e diffusione
Può essere scritto in giapponese usando i seguenti, ed altri kanji:
- 満 ("completo")
- 暢 ("libero dalle preoccupazioni")
- 充 ("integrità")
- 富 ("ricchezza")
- 光 ("luce")
- 光流 ("luce", "flusso")
- 魅鶴 ("affascinate", "gru")
- 弥鶴 ("progresso", "gru")
- 仁鶴 ("benevolenza", gru"")
- 実鶴 ("frutto/bontà", "gru")
- 美鶴 ("bellezza", "gru")
- 実通琉 ("frutto/bontà", "attraverso", "lapislazzuli")
- 実都留 ("frutto/bontà", "capitale", "restare")
- 三鶴 ("tre", "gru")

Il nome può anche essere scritto anche in hiragana o katakana.

## Onomastico
Non essendo portato da alcuna santa, il nome è adespota e quindi l'onomastico ricade il 1 novembre, 
giorno di tutti i Santi.

## Persone

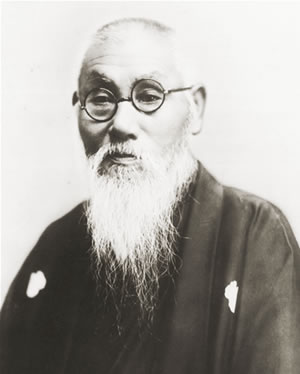
Tōyama Mitsuru

- Mitsuru Adachi, fumettista giapponese, noto per manga come Touch, H2, Slow Step e Miyuki
- Mitsuru Chiyotanda, ex calciatore giapponese
- Mitsuru Fukikoshi, attore giapponese
- Mitsuru Hattori, fumettista giapponese
- Mitsuru Hirata, attore giapponese
- Mitsuru Hongo, regista giapponese
- Mitsuru Hotta, botanico giapponese
- Mitsuru Igarashi, ex tastierista e cantautore del gruppo musicale giapponese Every Little Thing
- Mitsuru Ishihara, animatore e character designer giapponese
- Mitsuru Karahashi, attore giapponese
- Mitsuru Kimura, canottiere giapponese
- Mitsuru Komaeda, calciatore giapponese
- Mitsuru Kono, ex tennistavolista giapponese
- Mitsuru Mansho, calciatore giapponese
- Mitsuru Matsui, crittografo giapponese
- Mitsuru Matsumura, pattinatore di figura su ghiaccio giapponese
- Mitsuru Meike, regista, sceneggiatore e attore giapponese
- Mitsuru Miura, mangaka giapponese, noto per il manga shōnen Vino di zucca
- Mitsuru Miyamoto, attore e doppiatore giapponese
- Mitsuru Nagata, calciatore giapponese
- Mitsuru Nakamura, artista e poeta giapponese
- Mitsuru Ogata, doppiatore giapponese
- Mitsuru Sakurai, politico giapponese
- Mitsuru Satō, ex lottatore giapponese
- Mitsuru Sugaya, mangaka giapponese
- Tōyama Mitsuru, ex samurai, ideologo del panasiatismo e politico giapponese, noto per aver fondato il Gen'yōsha (玄洋社?, Società dell'Oceano Nero, 1881) ed il Kokuryūkai (黒竜会?, Società del Drago Nero o Società del Fiume Amur, 1901)
- Mitsuru Ushijima, generale giapponese che prestò servizio durante la seconda guerra sino-giapponese e la seconda guerra mondiale
- Mitsuru Yoshida, ufficiale di marina e scrittore giapponese, sopravvissuto all'affondamento della corazzata Yamato
- Mitsuru Yuki, scrittrice giapponese, nota per la serie di light novel del 2001 Shōnen Onmyōji

## Il nome nelle arti
- Mitsuru, personaggio secondario dello shōjo manga del 1998 Fruits Basket
- Mitsuru Suou, personaggio principale dello shōjo manga del 1999 Mikan no Tsuki
- Mitsuru Kirijo, personaggio immaginario dei videogiochi Shin Megami Tensei: Persona 3, Persona 3: Dancing in Moonlight, Persona 4 Arena e Persona 4 Arena Ultimax, Persona Q: Shadow of the Labyrinth e Persona Q2: New Cinema Labyrinth
- Mitsuru Ihara, personaggio del dorama giapponese del 2000 Fūdo Faito, interpretato da Tsuyoshi Kusanagi
- Mitsuru Numai, personaggio secondario del seinen manga del 2000 Battle Royale
- Mitsuru Tokieda, personaggio secondario dello shōnen manga del 2013 World Trigger
- Code 326 / Mitsuru, personaggio principale dell'anime del 2018 Darling in the FranXX